# Miguel Ángel Contreras
Miguel Ángel Contreras Morales (Guadix, Granada, 21 de octubre de 1968) es un poeta y escritor español.

## Biografía
Licenciado en Filología Hispánica y con Diploma de Estudios Avanzados en «Estudios Superiores de Filología Española» por la Universidad de Granada. Profesor de Lengua y Literatura españolas en enseñanza secundaria. Investigador especializado en literatura del Siglo de Oro. Se le adscribió inicialmente a la estética cuántica por ser uno de los autores que en 1999 firmaron el Manifiesto de Estética Cuántica, junto a escritores como Gregorio Morales y artistas como Xaverio y María Caro. Es Sátrapa Trascendente del Institutum Pataphysicum Granatensis desde 2014. 
En 2002 publicó el libro Aproximaciones a la poesía de Gregorio Silvestre, un ensayo sobre la biografía y algunos aspectos significativos de la poesía de este vate y músico del Siglo de Oro español. 
Como poeta publicó en Madrid en 2012 Libro de precisiones, una obra de la que la crítica ha señalado que sumerge al lector en la desolada vida de la ciudad, creando un desierto metafórico de palabras en un libro con carácter de obra global, en el que cada poema es una parte del todo y, a su vez, el todo está contenido en cada poema. Su poesía ha sido parcialmente traducida al inglés, griego y rumano y ha sido recogida en diversas antologías de poesía actual, entre las que destacan: La poesía que llega. Jóvenes poetas españoles (1998), Antología del beso. Poesía última española (2009), Ida y vuelta. Antología poética sobre el viaje (2011) en la que figura también como prologuista, En legítima defensa. Poetas en tiempos de crisis (2014) y Todo es poesía en Granada. Panorama poético (2000-2015) (2015). Además ha publicado poemas y crítica literaria en revistas como Bulletin Hispanique, República de las Letras, Paraíso, Hache, Robador de Europa, Paradigma y Letra Clara.

## Obra

### Poesía
- Libro de precisiones (Madrid, Bartleby Editores, 2012). ISBN 978-84-92799-48-0.
- Dos poemas atenienses.[11]

### Ensayo
- Aproximaciones a la poesía de Gregorio Silvestre (Granada, Universidad, 2002). ISBN 84-338-2815-0.